# Mai Stati Uniti
Mai Stati Uniti è un film del 2013 diretto da Carlo Vanzina. È il terzo film dei fratelli Vanzina girato negli Stati Uniti dopo Vacanze in America e Sognando la California.

## Trama
Antonio è un cameriere squattrinato con la passione per il gioco, Angela è una segretaria single divorata dall'ansia e dagli attacchi di panico appena licenziata per aver malmenato il suo nuovo direttore, Nino è un ex meccanico, divorziato e senza più lavoro che fa il clown nelle feste di compleanno ma non fa ridere nessuno, Carmen è una precaria votata unicamente allo shopping e all'apparenza che cambia fidanzato ogni mese, Michele è un giovanotto ingenuo e orfano cresciuto in uno zoo che sta per essere licenziato. I cinque vengono uniti da un notaio in quanto sono tutti fratelli, figli di un padre mai conosciuto che ha avuto in passato delle relazioni con le rispettive madri e di cui nessuno di loro sospettava l'esistenza. Essendo morto il padre, il testamento li nomina eredi in parti uguali della cospicua eredità, ma per ottenerla devono portare le sue ceneri negli Stati Uniti e spargerle in un lago dell'Arizona.
Partiti in aereo con il figlio minorenne di Nino al seguito, per il maltempo devono atterrare prima di giungere a destinazione, così sono costretti a prendere un'auto a noleggio visto che Angela è terrorizzata dall'idea di prendere di nuovo l'aereo. Inizia così un viaggio on the road attraverso gli Stati Uniti per giungere a destinazione. Antonio e Nino spendono tutta la cifra a loro disposizione in prostitute senza rendersi conto della loro natura se non alla fine, così Antonio propone di recarsi a Las Vegas e tentare la fortuna al gioco. Qui egli perde tutto il rimanente e anzi deve cedere in pegno l'urna del padre per pagare il suo debito con un italiano con cui ha perso 20.000 dollari. 
Recuperata l'urna e una somma in contanti con uno stratagemma il viaggio prosegue e dopo altre peripezie, tra cui un rapimento di Nino a seguito della fuga di un ladro con l'auto che hanno preso a noleggio, riescono finalmente a spargere le ceneri. Tuttavia, al ritorno in Italia scoprono che il notaio li ha truffati, intascandosi i nove milioni di euro a loro destinati. I cinque fratelli vanno quindi a Rio de Janeiro, dove suppongono sia scappato il truffatore, e si riprendono i soldi dopo averlo malmenato.

## Produzione
Il regista Carlo Vanzina ha dichiarato di aver scelto gli Stati Uniti per andare via «dai tremori quotidiani, dalle fabbriche che chiudono, dalla classe politica in pezzi che però pensa alle elezioni, dallo spread che ci tiene in ostaggio. Avevo bisogno di una boccata di ossigeno, così con mio fratello Enrico abbiamo inventato una storia, l'abbiamo ambientata in spazi sconfinati e tra poco partiamo».
Le località delle riprese sono state: Lago Powell, Monte Rushmore, Sud Dakota, Utah, Arizona, Colorado (Aspen e Denver), Nevada e Las Vegas. Altre scene sono state girate ad Aprilia nel Parco delle Star di Daniel Berquiny.

## Distribuzione
Il film è stato distribuito in 350 sale cinematografiche italiane il 3 gennaio 2013. Il primo trailer è stato trasmesso dalla 01 Distribution il 29 novembre 2012. Il DVD e il bluray sono stati messi in commercio il 19 giugno 2013.
Al primo weekend di uscita è stato il film più visto in Italia, incassando 2062426 €. In totale ha guadagnato 5500637 €.